# Heinkel HD 38
O Heinkel HD 38 foi um caça desenvolvido pela Heinkel, na Alemanha. Era um biplano, monomotor e cockpit aberto. Basicamente, era uma versão mais refinada do Heinkel HD 37. Foi recusado pela Reichwehr, durante a República de Weimar, para servir como aeronave de treino numa escola secreta de instrução de voo.